# Ruben III da Arménia
Ruben III da Arménia(PE) ou Armênia,(PB) Ռուբեն Գ em arménio, Rupen ou Roupen por transliteração (1145 - 3 de Fevereiro de 1187) foi príncipe arménio da Cilícia de 1175 até à sua morte. Filho do marechal Estêvão da Arménia com Rita de Barbaron, era neto do príncipe Leão I da Arménia e de Smbat de Barbaron, e fez parte da dinastia dos rubênidas (descendentes de Ruben I).
O seu pai foi assassinado pelo governador bizantino da cidade de Tarso em 1165 e, quando Teodoro II morreu, o seu outro tio Melias assassinou o legítimo herdeiro Ruben II para tomar o poder, com a ajuda do emir Noradine. Devido à impopularidade de Melias, Ruben e o seu irmão Leão II rapidamente se tornaram figuras chave na oposição ao tio. Por motivos de segurança, refugiaram-se com o seu tio materno Paguran de Barbaron. Em 15 de Maio de 1175 os barões arménios assassinaram Melias em Sis e chamaram Ruben para assumir o trono. Ruben teria alegado que recompensaria generosamente os assassinos de Melias, mas quando estes se revelaram, condenou-os à morte, uma solução semelhante à do rei David com os assassinos de Isboset.
No ano seguinte o Império Bizantino sofreu uma pesada derrota perante os seljúcidas na batalha de Miriocéfalo e deixou se ser uma ameaça à soberania do Principado Arménio da Cilícia, ocupado na tentativa de conter o avanço turco. Ruben reverteu a política aliada aos muçulmanos do seu tio Melias, e renovou a aliança com os estados cruzados ao se casar em 1181 com Isabel de Toron, uma nobre do Reino Latino de Jerusalém.
No entanto persistiam diferendos com Boemundo III do vizinho Principado de Antioquia: de forma a enfraquecer o poder arménio, este apoiou o mais poderoso vassalo da Cilícia, Hetum III de Lampron, esposo de uma filha de Teodoro II da Arménia. Ruben cercou o castelo de Hetum para restaurar a paz no principado, mas este incidente era sintomático dos conflitos da nobreza arménia.
Em 1182 foi aprisionado por Boemundo III em Antioquia, devido a uma cilada deste disfarçada de diplomacia ou, segundo a crónica de Simbácio Asparapetes, enquanto visitava prostitutas nessa cidade. O seu irmão Leão atacou Antioquia na tentativa de o libertar, mas apenas o conseguiu resgatar oferecendo as cidades de Mamistra e Adana. Depois de libertado, Ruben reconquistaria estas cidades. Em 1185 retirou-se para o mosteiro de Trazarg e morreria a 3 de Fevereiro de 1187, sendo sucedido pelo seu irmão Leão II.

## Casamento e descendência
Ruben III casou-se em 1181 com Isabel de Toron, filha de Onofre III de Toron com Estefânia de Milly do Senhorio da Transjordânia. Deste casamento nasceram:
- Alice (1182 - depois de 1234), casada:
  - em 1189 com Hetum de sassúnia (m. 1193), senhor de Missis
  - em 1194 com o conde Raimundo IV de Trípoli (1169-1198)
  - em 1220 com Vahram (m. 1222), senhor de Corícia
- Filipa (1183 - antes de 1219), casada:
  - em 1189 com Xá de Xás de Sassúnia (m. 1193), senhor de Selefke
  - em 1214 com Teodoro I Láscaris do Império de Niceia